# Каусар Ахсан Икбал
Каусар Ахсан Икбал е пакистански дипломат.
По висше образование е магистър по публична администрация, бакалавър по право.

## Дипломатически път
- 2001 – 2004 – извънреден и пълномощен посланик в Алжир
- 2008 – 2009 – помощник-секретар по външната политика
- Посланик в Германия, вкл. за България и Гърция от 2009 г.